# 松平宣維
松平 宣維（まつだいら のぶずみ）は、江戸時代中期の大名。出雲国松江藩5代藩主。官位は従四位下・出羽守、侍従、左近衛権少将。雲州松平家5代。

## 生涯
元禄11年（1698年）5月18日、4代藩主・松平吉透の次男として誕生した。宝永2年（1705年）10月26日、父の死去により家督を継ぐ。幼名は庄五郎。初名は直郷（なおさと）。
先々代の藩主である伯父の松平綱近が、病身であったものの健在であったためにその後見を受けたが、宝永6年（1709年）に綱近が亡くなると、幕府から国目付の派遣を受けた。正徳2年（1712年）に元服し、同4年（1714年）に初めてお国入りを果たした。
治世では災害による天災から財政難に悩まされ、継室との婚礼資金ですら窮する有様で、婚礼を延期したほどである。このため宣維は藩政改革に取り組む。税制を定免法に改め、ハゼ・ウルシ・クワ・コウゾ・茶・オタネニンジンの栽培やロウ・蝋燭製造にも着手した。また、出雲の沿岸一帯に異国船が多く出没したため、その打ち払いにも努めている。その他、たたら製鉄を統制下に置き、同業組織である「蹈鞴株」を作らせて先納銀を徴収した。藩札も発行したが、これが原因で後に札騒動が起こった。
正徳2年（1712年）2月21日、6代将軍・徳川家宣より偏諱を授かり、直郷から宣維（宣澄とも）に改名、従四位下に叙位、侍従に任官する。また出羽守を兼任する。享保元年（1716年）11月13日、左近衛権少将に転任する（出羽守は引き続き兼任）。享保5年（1720年）6月13日、隠岐国の治政を幕府より委ねられ、以後、歴代藩主が相伝した。
享保16年（1731年）8月27日に死去した。享年34。跡を長男の宗衍が継いだ。

## 2度の婚姻にまつわる逸話
越前松平家の分家で代々松江藩主を務めた雲州松平家の正室は、代々越前松平家の一門や同じく御家門である久松松平家から迎えていた。しかし、宣維の2度の婚姻は異例なものであった。
最初の正室である順姫（幻体院）は、久保田藩主佐竹義処の娘であり、初めて御家門以外の外様大名から正室を迎えた。享保5年（1720年）9月21日に婚礼が行われたが、翌享保6年（1721年）5月14日に幻体院は19歳で早世した。
ところが、幻体院の四十九日が終わった直後の7月4日、老中戸田忠真が松岡藩主松平昌平（宣維の母方伯父）を経由して、将軍徳川吉宗の意向として邦永親王の王女・岩宮（光子）との婚姻を打診される。岩宮は邦永親王と霊元天皇の皇女・綾宮（福子）との間の娘で、伏見宮家では大切に育てられてきたが、縁談に恵まれないまま23歳を迎えていた（宣維から見て1歳年下）。そのため、邦永親王が妹婿である吉宗に婚姻の仲介を依頼したのである。
しかし松江藩からすれば、この縁談は唐突なものであった。国持大名の中には権威付けのため皇族や公家との婚姻を行う家もあったが、国持とはいえ18万石の松江藩でそれを行うメリットは乏しかった。むしろ、伏見宮家への経済的支援など新たな負担が発生する可能性もあった。このため、宣維は領内の不作などを理由として何とか婚儀を引き伸ばそうとした。一方、伏見宮家には京都所司代松平忠周から話が持ち込まれた。それまで伏見宮家から武家への婚姻は徳川将軍家と紀州徳川家の例しかなく、雲州松平家はそれらより明らかに格下にもかかわらず、岩宮を早いうちに嫁がせることを優先としたため、ただちに受け入れている。
ともあれ、この縁組は将軍吉宗自らが媒酌人となって進められており、拒絶するのは不可能であった。しかも、松江藩が財政難の問題を持ち出せば、吉宗は伏見宮家に3千両を与えた上に様々な婚姻道具を贈るなど、松江藩の財政負担を軽くすることで婚姻の実施を迫った。このため、宣維も縁組を受諾した。これを受けて、享保9年（1724年）10月22日に岩宮は京都を出発し、同年11月5日に江戸赤坂の松江藩上屋敷に入り、同月11日に婚礼が行われた。
結果的には、岩宮が嫡男である幸千代（後の宗衍）を生んだことに加え、岩宮が将軍家の家族として遇されたことで朝廷との関係よりも徳川将軍家との関係が構築されたことに意義が見い出され、宣維の急死の際に幸千代はまだ3歳であったにもかかわらず、減封などの措置が取られることなく松江藩の継承が認められることになった。
なお、その後仙台藩伊達家から正室を迎えた松平治郷以降、一転して越前松平家から正室を迎えなくなる。これは先代藩主である宗衍が治郷に対し、「越前松平一門は大切な家なので、婚姻を避けるように」と命じたからであるという（これについて、後に治郷の息子斉恒は、正室に迎えた後で離縁に至った場合に一門間の内紛になるのを恐れたからであろう、と解説している）。

## 系譜
- 父：松平吉透（1668年 - 1705年）
- 母：清寿院 - 松平昌勝の娘
- 正室：順姫（1703年 - 1721年） - 佐竹義処の娘
- 継室：岩宮（1699年 - 1737年） - 天岳院、邦永親王王女
  - 長男：松平宗衍（1729年 - 1782年）
- 養子
  - 男子：松平長孝（1725年 - 1762年） - 松平近朝の三男